# Bien matériel
 (juin 2017).
Si vous disposez d'ouvrages ou d'articles de référence ou si vous connaissez des sites web de qualité traitant du thème abordé ici, merci de compléter l'article en donnant les références utiles à sa vérifiabilité et en les liant à la section « Notes et références ».

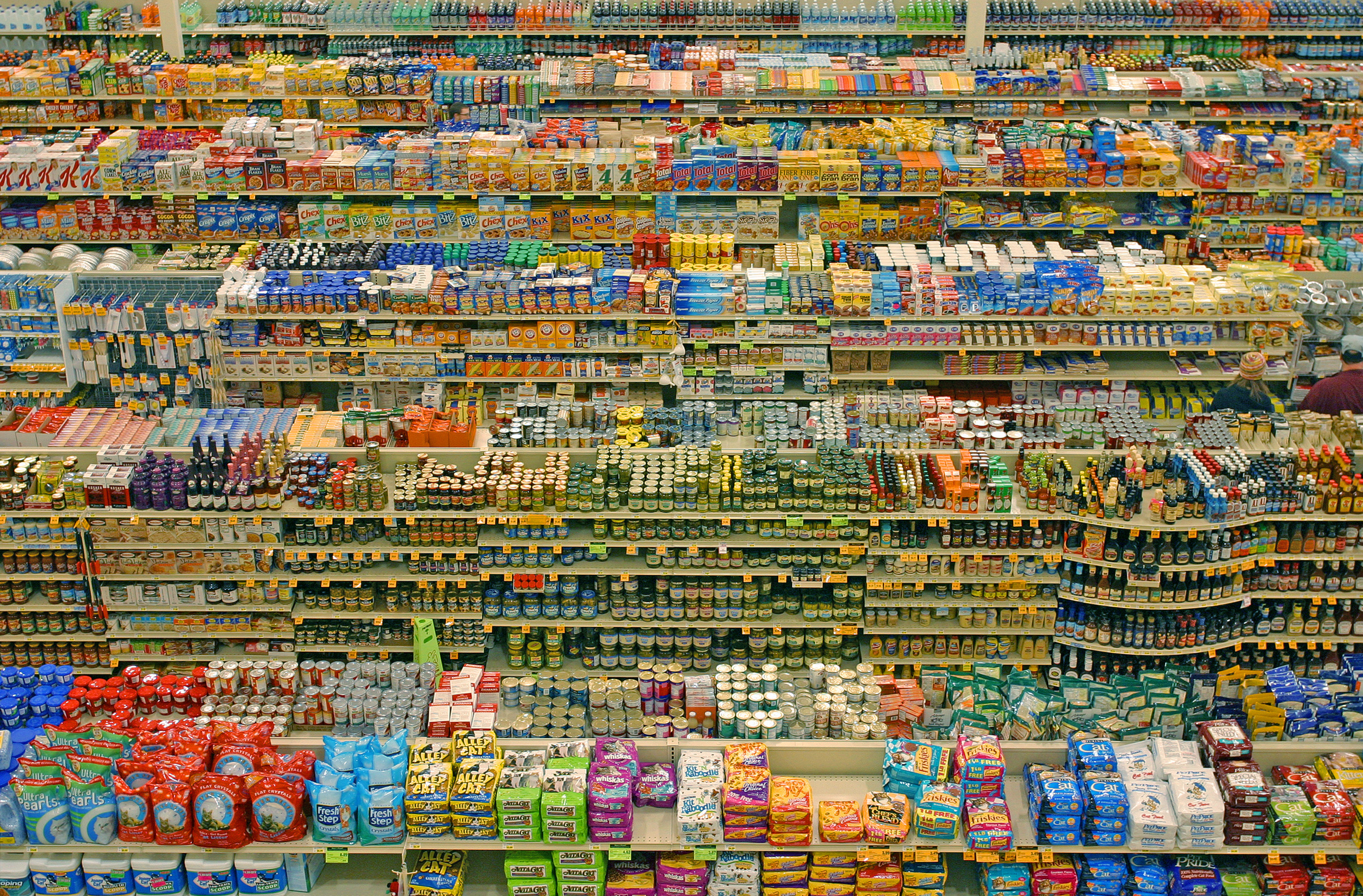
Des biens matériels en vente dans un supermarché de Portland en 2004.

Un bien matériel est un objet qui a une existence physique, couramment les objets, indivisibles sans être dénaturés (au moins dans la quantité).
Généralement la notion de biens induit celle de biens matériels, distingués des biens immatériels, tout comme des services.

## Types
Ces biens peuvent, entre autres, être répartis en :
- biens économiques (un terrain, une maison, une voiture, un téléphone portable, ...)
- bien libre (l'air, la lumière du soleil, ...).

Les biens meubles sont des objets que l'on peut voir toucher du doigt